# Theodor Brorsen
Theodor Johan Christian Ambders Brorsen (Nordborg, 29 juillet 1819 – Nordborg, 31 mars 1895) est un astronome danois principalement connu pour avoir découvert cinq comètes, dont la comète périodique perdue 5D/Brorsen et la comète périodique 23P/Brorsen-Metcalf.

## Découvertes
- Brorsen découvrit cinq comètes : 1846 III, 1846 VII, 1847 V, 1851 III et 1851 IV. Deux d'entre elles sont nommées d'après lui et sont des comètes périodiques. La comète 1846 III est appelée Brorsen tandis que la comète 1847 V est appelée Brorsen-Metcalf (car Joel Hastings Metcalf la redécouvrit en 1919).

La comète 5D/Brorsen (avec une période de 5,46 ans) fut vue pour la dernière fois en 1879. Au total, cinq de ses révolutions autour du Soleil furent observées. Elle appartient à la famille des comètes de Jupiter, qui sont des comètes à vie courte, si bien qu'elle peut avoir disparu définitivement.
La comète 23P/Brorsen-Metcalf (avec une période de 69,06 ans) fut observée en 1847, 1919 et 1989. Elle appartient à la famille des comètes de Halley et son prochain retour est attendu en 2059.
- En 1850, Brorsen (re-)découvrit une nébuleuse en émission dans la constellation d'Orion, NGC 2024, appelée également nébuleuse de la Flamme ; elle avait cependant déjà été observée par William Herschel en 1786, comme nous le savons aujourd'hui.

- Brorsen pourrait avoir découvert une sixième comète le 16 mars 1854 ; cependant, cette découverte n'a pas été confirmée par d'autres astronomes.

- En 1854, Brorsen publia les premières études approfondies du phénomène appelé gegenschein ("lueur opposée" en allemand) de la lumière zodiacale. Il fut aussi capable d'expliquer correctement ce phénomène. De plus, Brorsen fut le premier à découvrir que la lumière zodiacale peut couvrir la totalité du ciel, car sous des conditions favorables, on peut observer un pont ténu de lumière reliant la lumière zodiacale et la lueur anti-solaire.

- En 1856, Brorsen découvrit un amas globulaire dans la constellation du Serpent, qui fut ensuite catalogué NGC 6539.

- Plus tard, Brorsen étudia les occultations et les mouvements propres des étoiles. Dans le domaine de l'astronomie théorique, Brorsen calcula les périhélies de comètes et les orbites des planètes.

## Honneurs et distinctions
- Pour chacune de ses trois premières découvertes de comète, Brorsen reçut une médaille d'or de la part du roi danois Christian VIII. La médaille qu'il reçut en 1846 est exposée de nos jours au musée du château de Sønderborg, voir ici.

- Brorsen fut nommé membre correspondant de la société historique naturelle de Žamberk en 1850.

- À Nordborg, une rue est nommée d'après Brorsen (Th. Brorsens vej).

- L'astéroïde (3979) Brorsen, qui fut découvert par A. Mrkos à Klet le 8 novembre 1983, a été nommé "Brorsen" sur proposition de J. Tichá (MPC 27734 – 28 août 1996).